# Lisbigney Bog SAC
Lisbigney Bog SAC este o arie protejată (arie specială de conservare — SAC, sit de importanță comunitară — SCI) din Irlanda întinsă pe o suprafață de 35,59 ha, integral pe uscat.

## Localizare
Centrul sitului Lisbigney Bog SAC este situat la coordonatele 52°51′43″N 7°20′05″W / 52.862042°N 7.33466°V.

## Înființare
Situl Lisbigney Bog SAC a fost declarat sit de importanță comunitară în august 2000 pentru a proteja 1 specie de animale. Situl a fost protejat și ca arie specială de conservare în aprilie 2016.

## Biodiversitate
Situată în ecoregiunea atlantică, aria protejată conține 1 habitat natural: Mlaștini calcaroase cu Cladium mariscus și specii de Caricion davallianae.
La baza desemnării sitului se află o specie protejată de  nevertebrate: Vertigo moulinsiana.